# Klokočevik
Klokočevik is een plaats in de gemeente Garčin in de Kroatische provincie Brod-Posavina. De plaats telt 650 inwoners (2001).